# Sonate appassionata
Pour les articles homonymes, voir Appassionata.
La Sonate appassionata, op. 6, est une sonate pour piano de la compositrice tchèque Vítězslava Kaprálová écrite en 1933.

## Contexte et création
Vítězslava Kaprálová compose sa Sonate appassionata en juin 1933. C'est la première fois qu'elle s'essaye à la forme sonate. L'œuvre est créée à Brno le 1er juin 1934 par František Jílek lors d'une soirée dédiée aux travaux des élèves de Vilém Petrželka. Les presses régionales et nationales rapportent ce concert. Pour le critique Gracian Černušák considère la pièce comme « la plus prometteuse ». Pour le Moravské slovo, la compositrice fait montre d'un « puissant talent » et pour le Venkov, il y a de la fraîcheur et de l'originalité dans les idées.

## Structure
L'œuvre comprend deux mouvements :
1. Maestoso - Appassionato
2. Andante simplice

## Analyse

### Premier mouvement
Le premier mouvement commence par sept mesures fortissimo du Maestoso en la mineur, rappelant la Sonate no 3 de son père Václav Kaprál. Le thème A de l'appasionato qui suit présente une mélodie en arche comme à la façon de Vítězslav Novák pendant que la main gauche réalise des séries de doubles croches. Son thème B, exposé meno mosso, est tonalement plus tortueux, dans un univers où « une modulation chasse l'autre ». Les doubles croches du thèmes A sont réintroduites à la mesure 87 en anticipation du développement. Ce dernier présente des harmonies postromantiques et des accords impressionnistes déjà présents dans le thème B. La réexposition reprend A et B de façon scolaire et la coda se fait sur le matériau de l'introduction.

### Second mouvement
L'Andante semplice est en la majeur et présente un thème et variation où le thème diatonique est cependant marqué par plusieurs quartes mélodiques. La première variation présente le thème à la main gauche tandis que la main droite réalise des guirlandes de doubles croches. La deuxième variation est un scherzo staccato qui reprend l'idée de la première variation mais cette fois sur une base chromatique descendante de ré à l'octave en dessous en évitant le sol et le sol naturel. La troisième variation, con moto, présente des accords parallèles et des harmonies de quartes entre les changements de métrique. Dans la quatrième variation, on retrouve Claude Debussy dans les guirlandes de doubles croches « motoriques » et parsemées de syncopes dans le grave du piano. La cinquième variation, Largo, rappelle le Tempo di minuetto des Cinq compositions pour piano tout en annonçant les Préludes d'avril à venir. La sixième variation, de 151 mesures est une grande fugue et joue officieusement le rôle de troisième mouvement. Le critique Erik Entwistle fait un parallèle entre la façon dont la compositrice amène le sujet, une « grotesque distorsion du thème principal », et la façon dont Hector Berlioz traite l'idée fixe dans le Songe d'une Nuit de Sabbat dans la Symphonie fantastique. La coda poursuit à la fois la variation six et reprend le thème de l'introduction du premier mouvement.